# Nhà thờ chính tòa Barcelona
Nhà thờ chính tòa Bercelona (tên hiệu: Nhà thờ chính tòa Thánh Giá và Thánh Eulalia, tiếng Catalunya: Catedral de la Santa Creu i Santa Eulàlia, tiếng Tây Ban Nha: Catedral de la Santa Cruz y Santa Eulalia) là nhà thờ chính tòa của Tổng giáo phận Barcelona, Tây Ban Nha theo phong cách kiến trúc Gothic. Nhà thờ được xây dựng từ thế kỷ 13 đến thế kỷ 15, với công việc chính hoàn thành vào thế kỷ 14. Tu viện bao quanh Giếng Ngỗng (Font de les Oques) được hoàn thành năm 1448. Vào thế kỷ 19, mặt tiền kiến trúc Gothic Phục Hưng được xây dựng với bề ngoài khó nhận dạng và phổ biến với các nhà thờ xứ Catalan. Mái nhà thờ nổi bật và Gargoyle của nó, chứa nhiều loài động vật, cả động vật thuần hóa và trong truyền thuyết.

## Truyền thống
- Điệu nhảy truyền thống "Trứng nhảy" được duy trì đến ngày Corpus Christi (lễ hội) tại nhà thờ.

## Hình ảnh

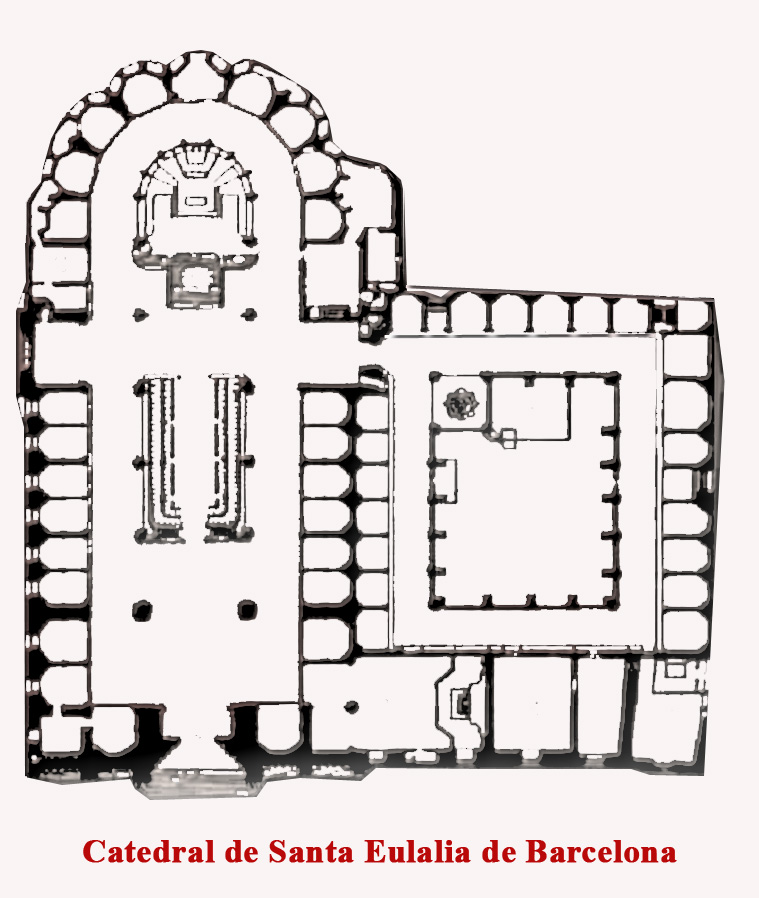
Bản thảo mô hình nhà thờ chính tòa
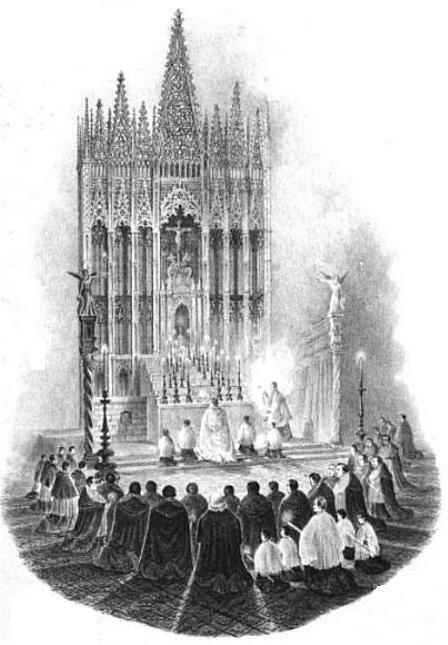
Mô phỏng nhà thờ chính (1839)
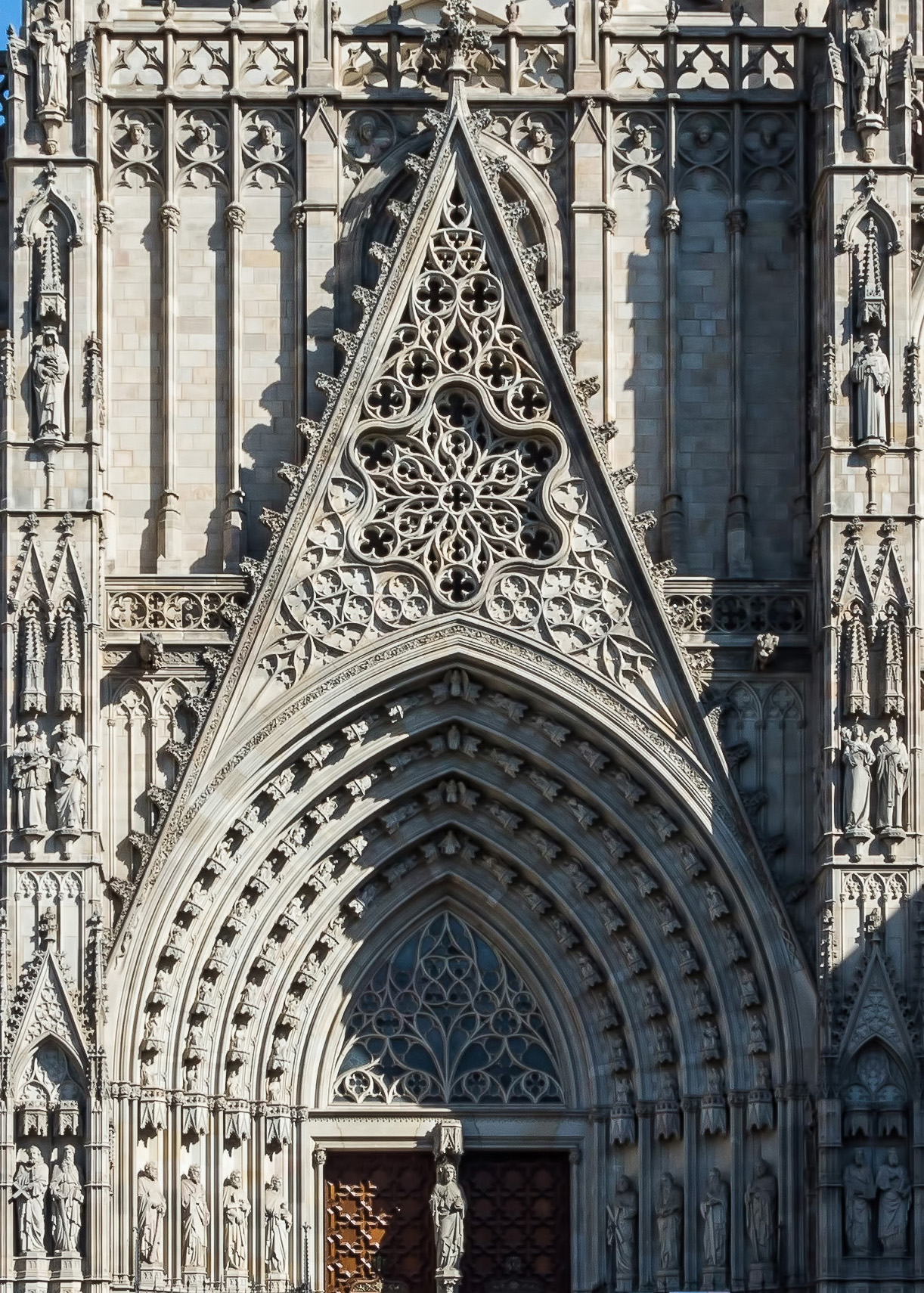
Cổng chính
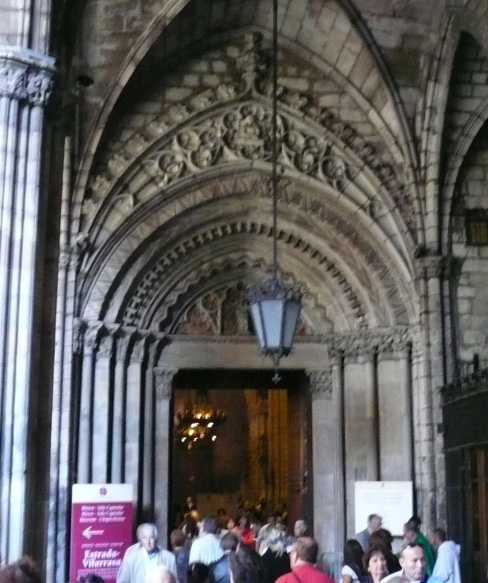
Cửa tu viện
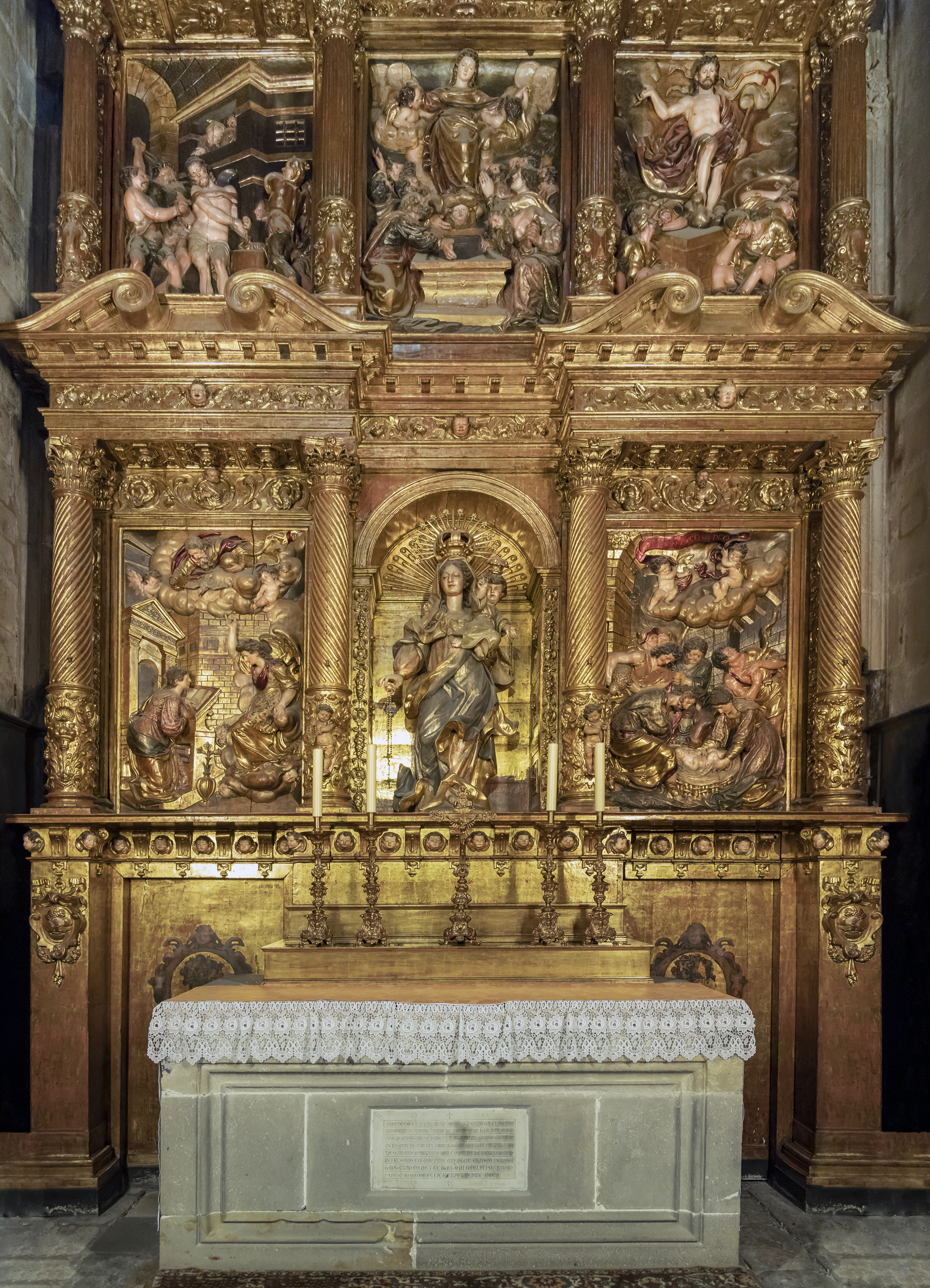
Các nhà thờ con
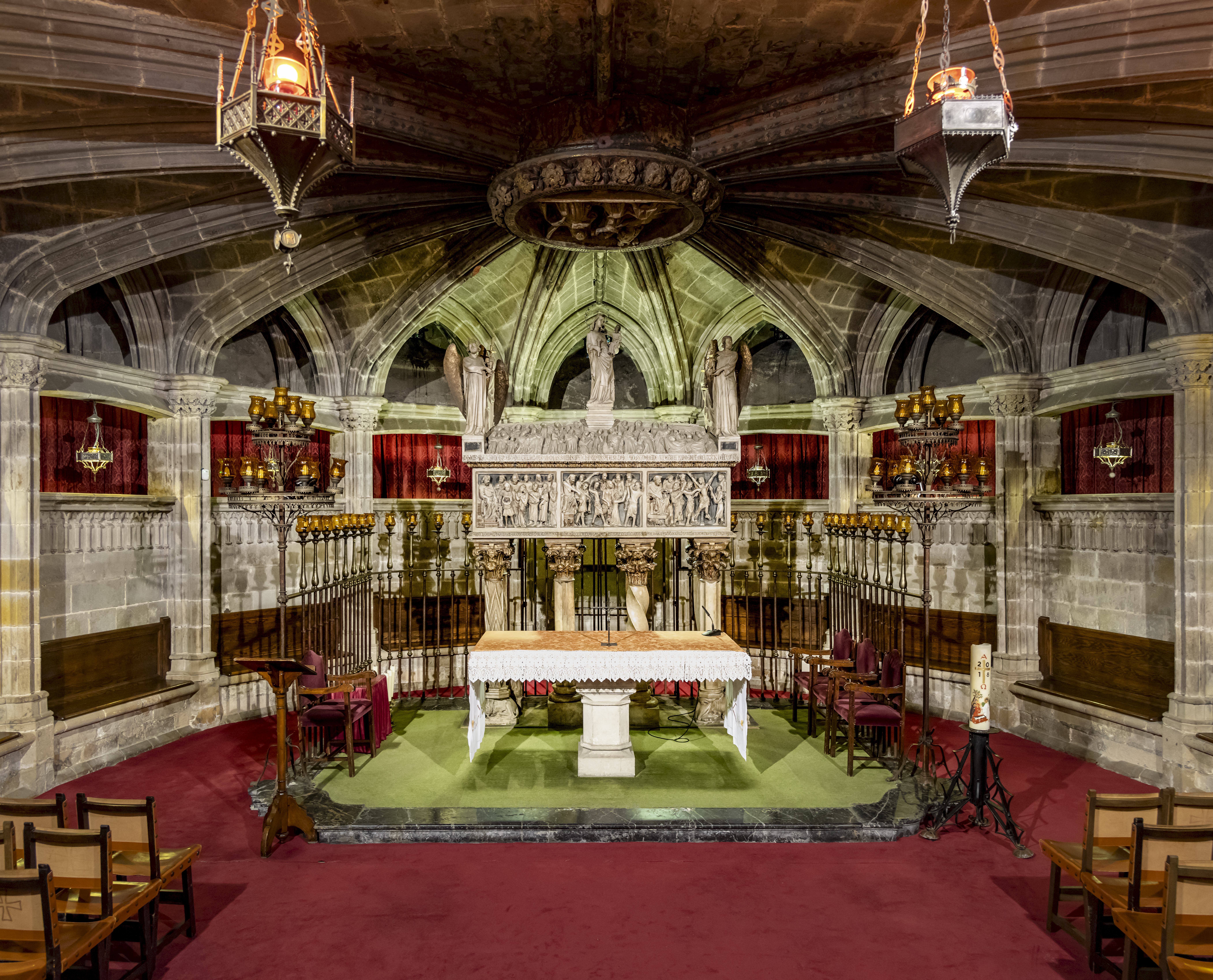
Hầm mộ Santa Eulàlia
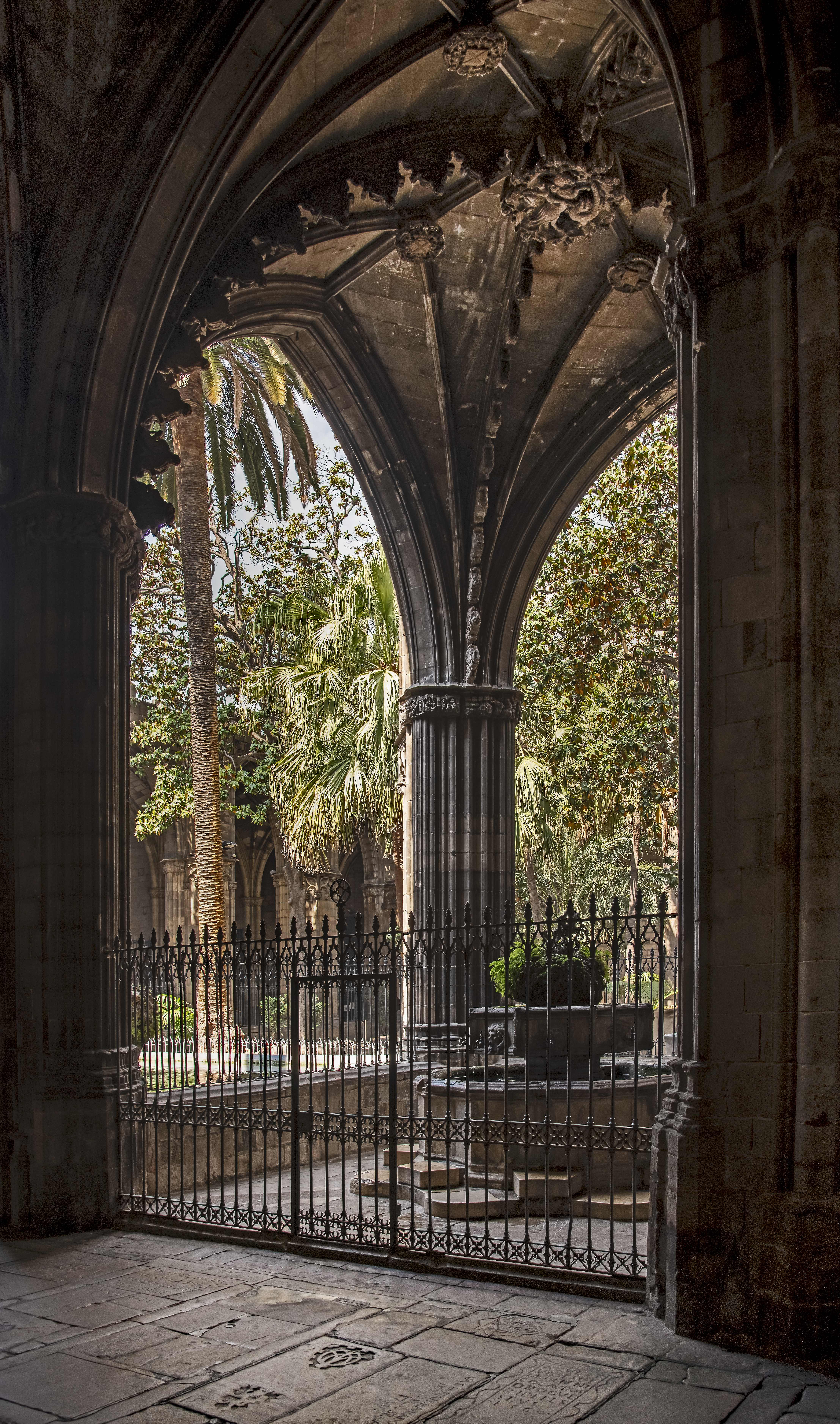
Tu viện
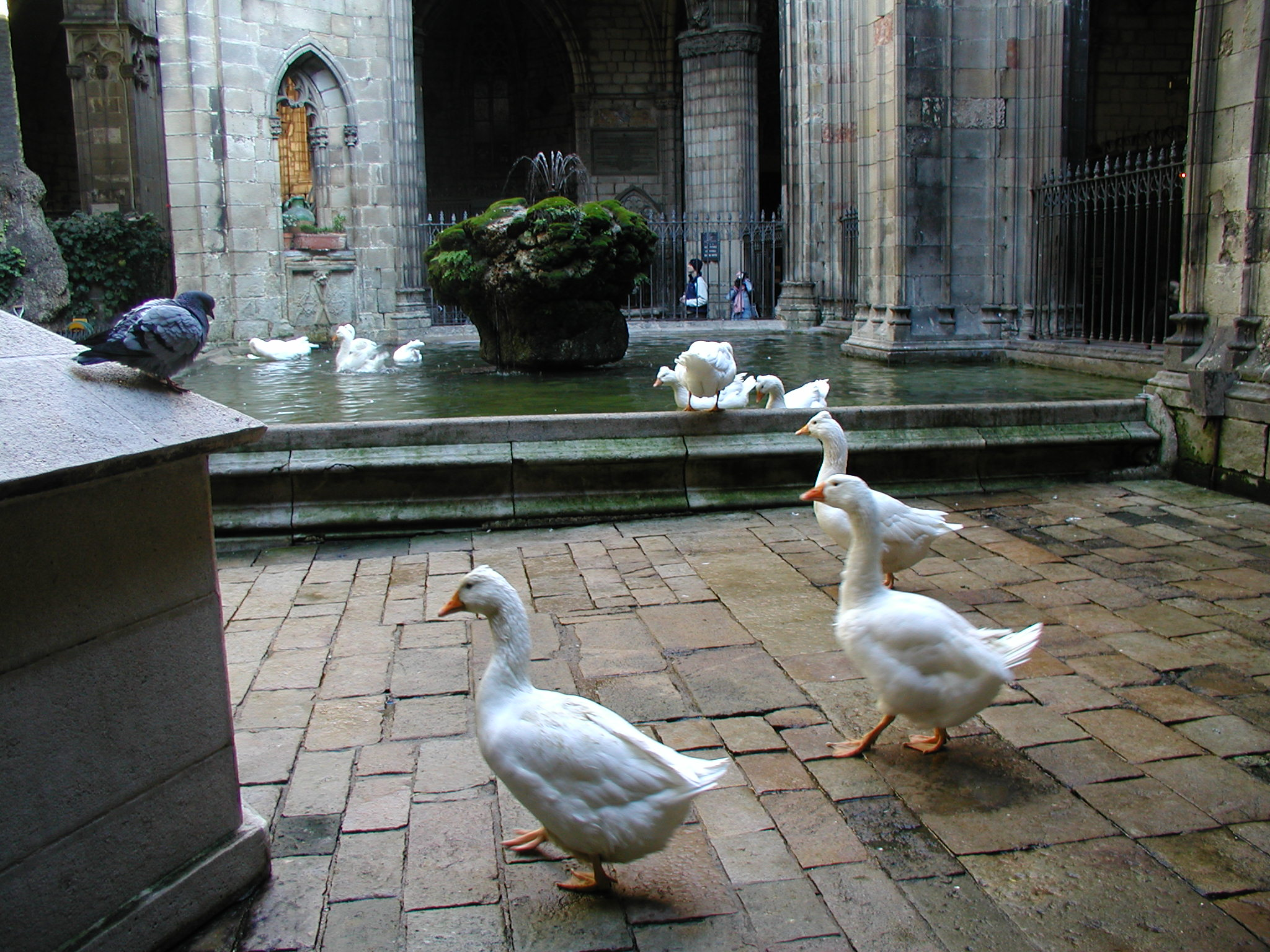
Ngỗng ở tu viện
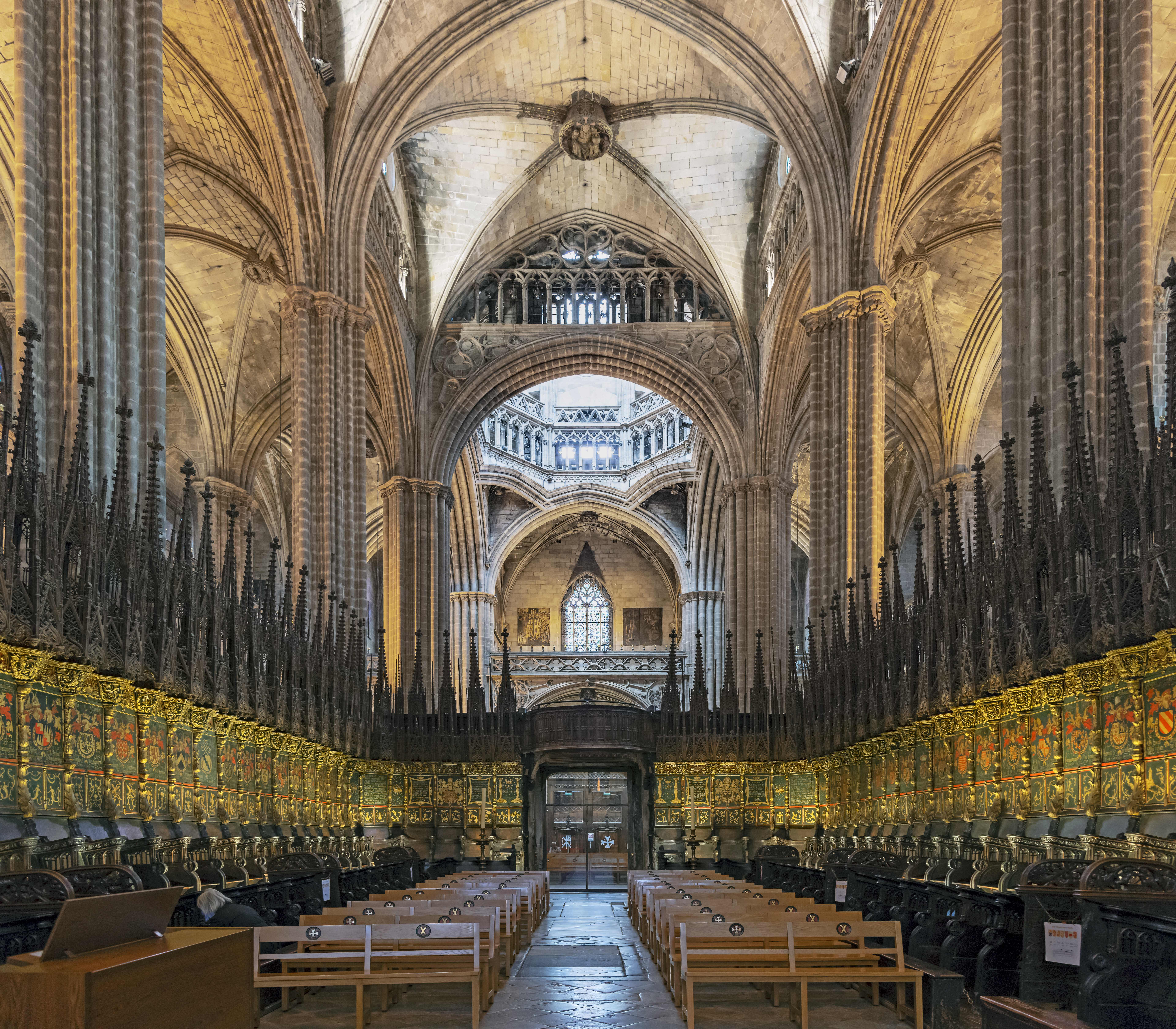
Hàng ghế của ban nhạc trong nhà thờ
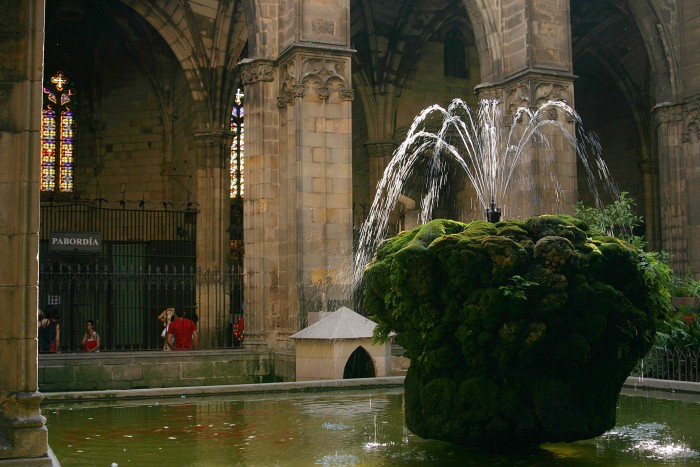
Đài phun nước Atrium của Santa Eulalia
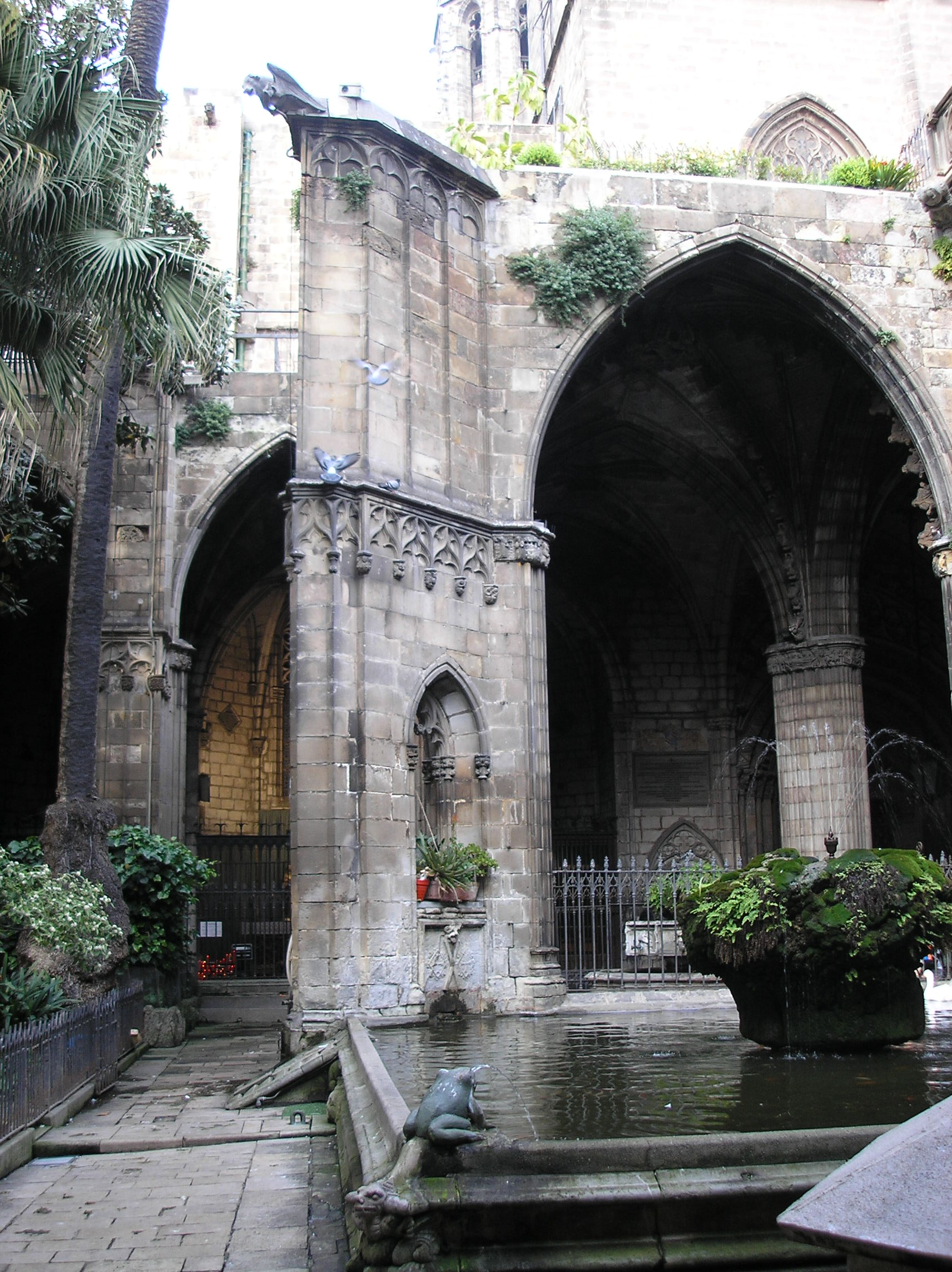
Vườn nhà thờ
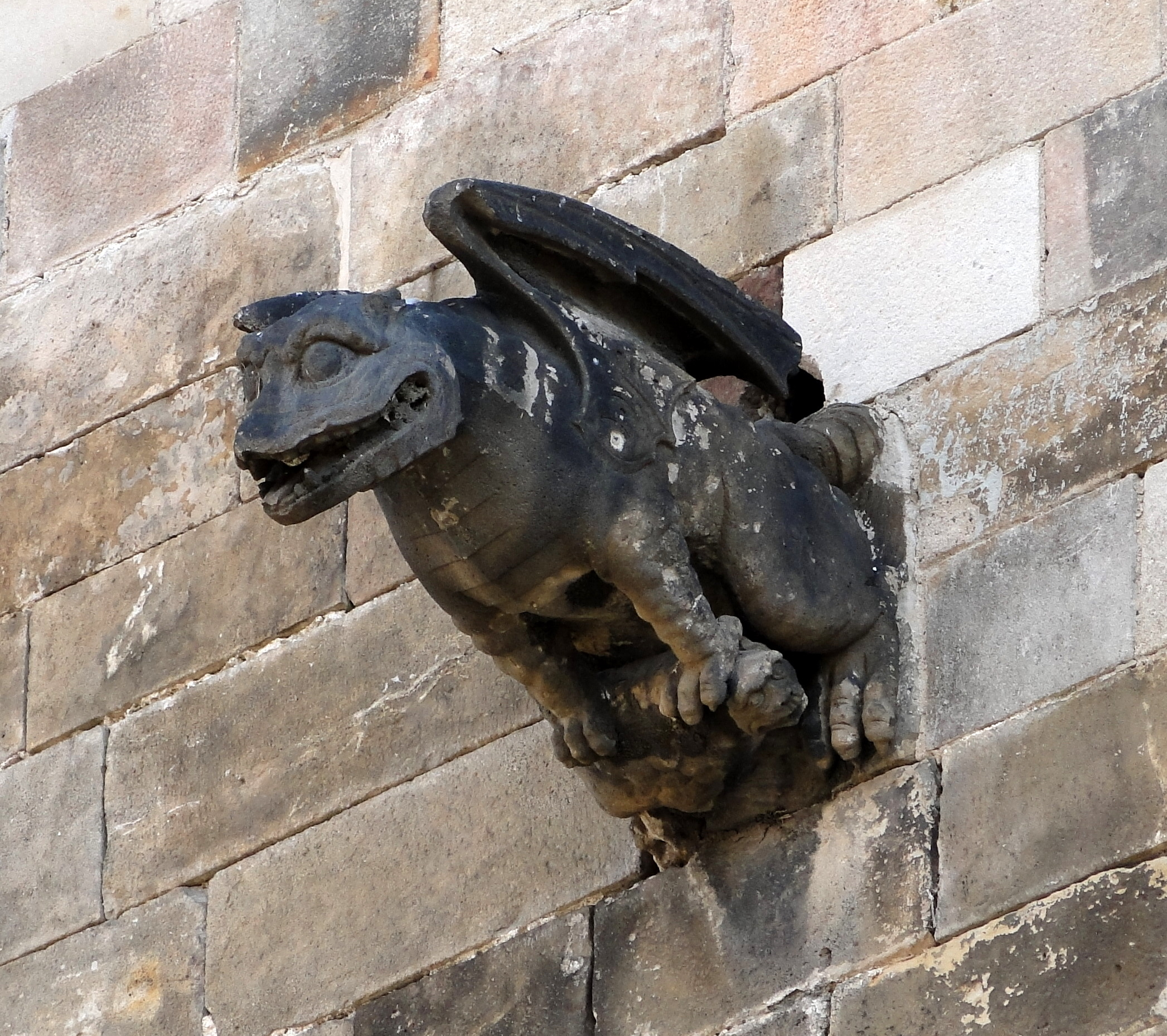
Gargoyle
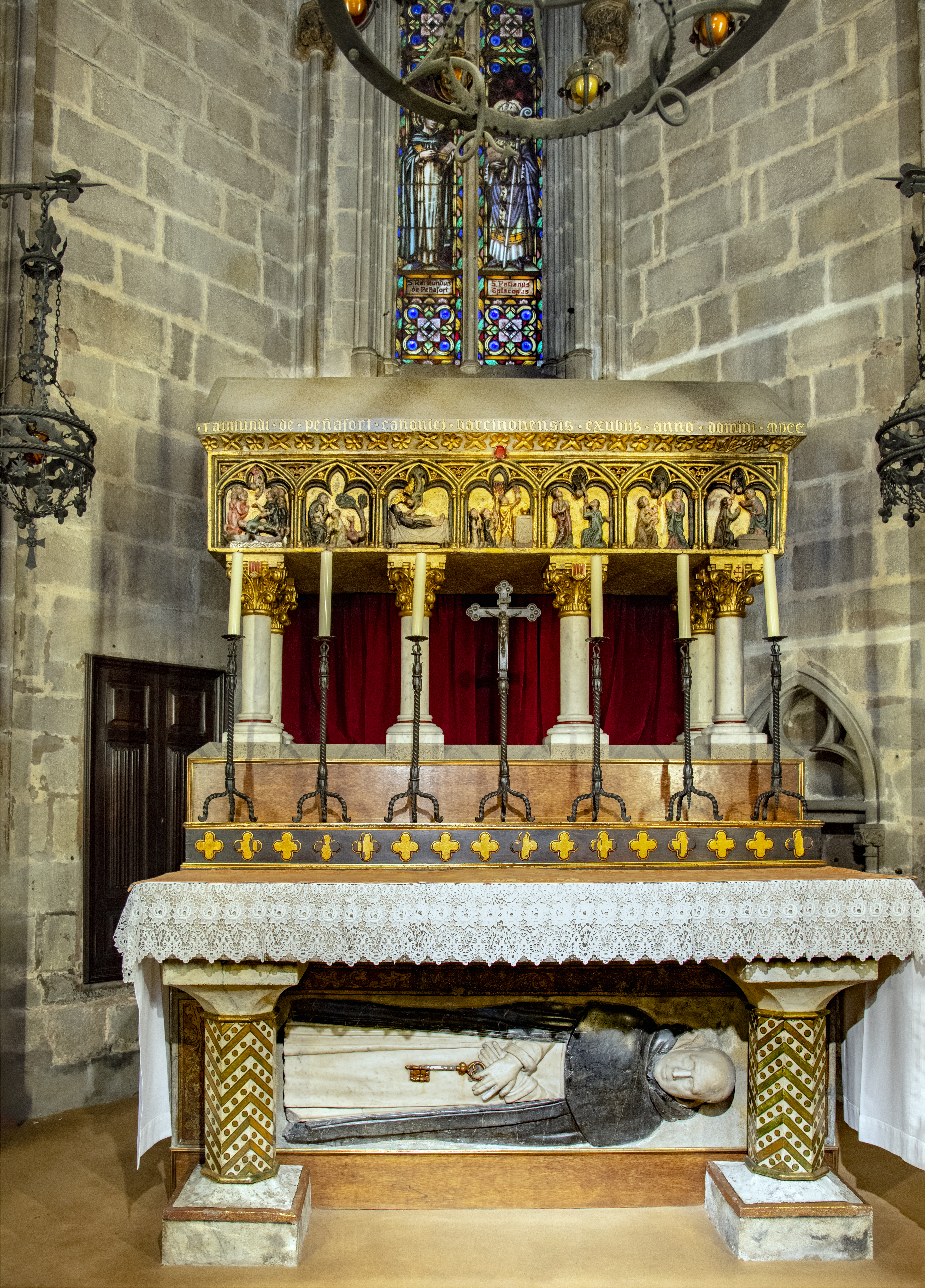
Ngôi mộ Thánh Raymond của Penyafort
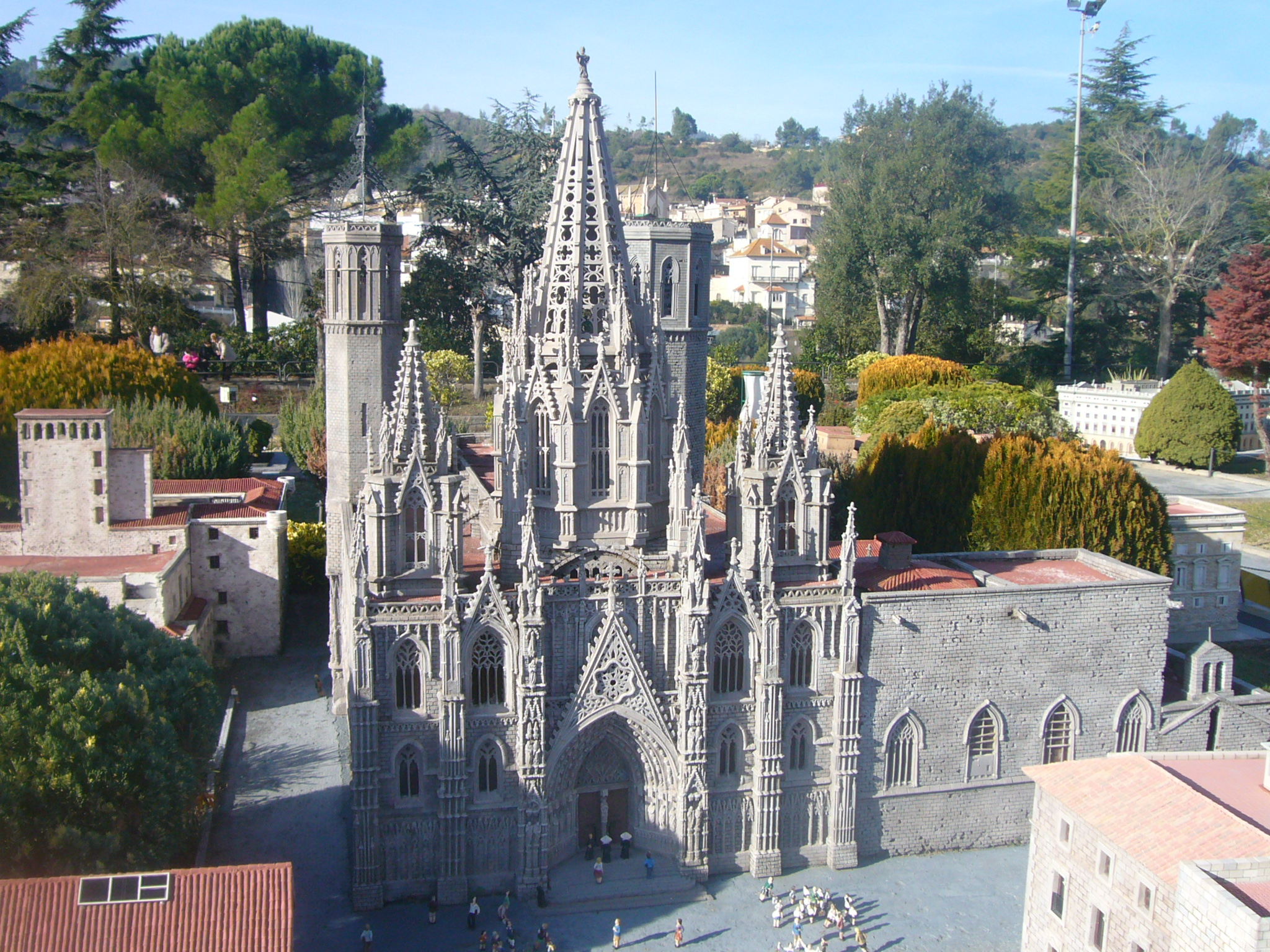
Mô hình nhà thờ nhỏ tại công viên Catalunya en Miniatura
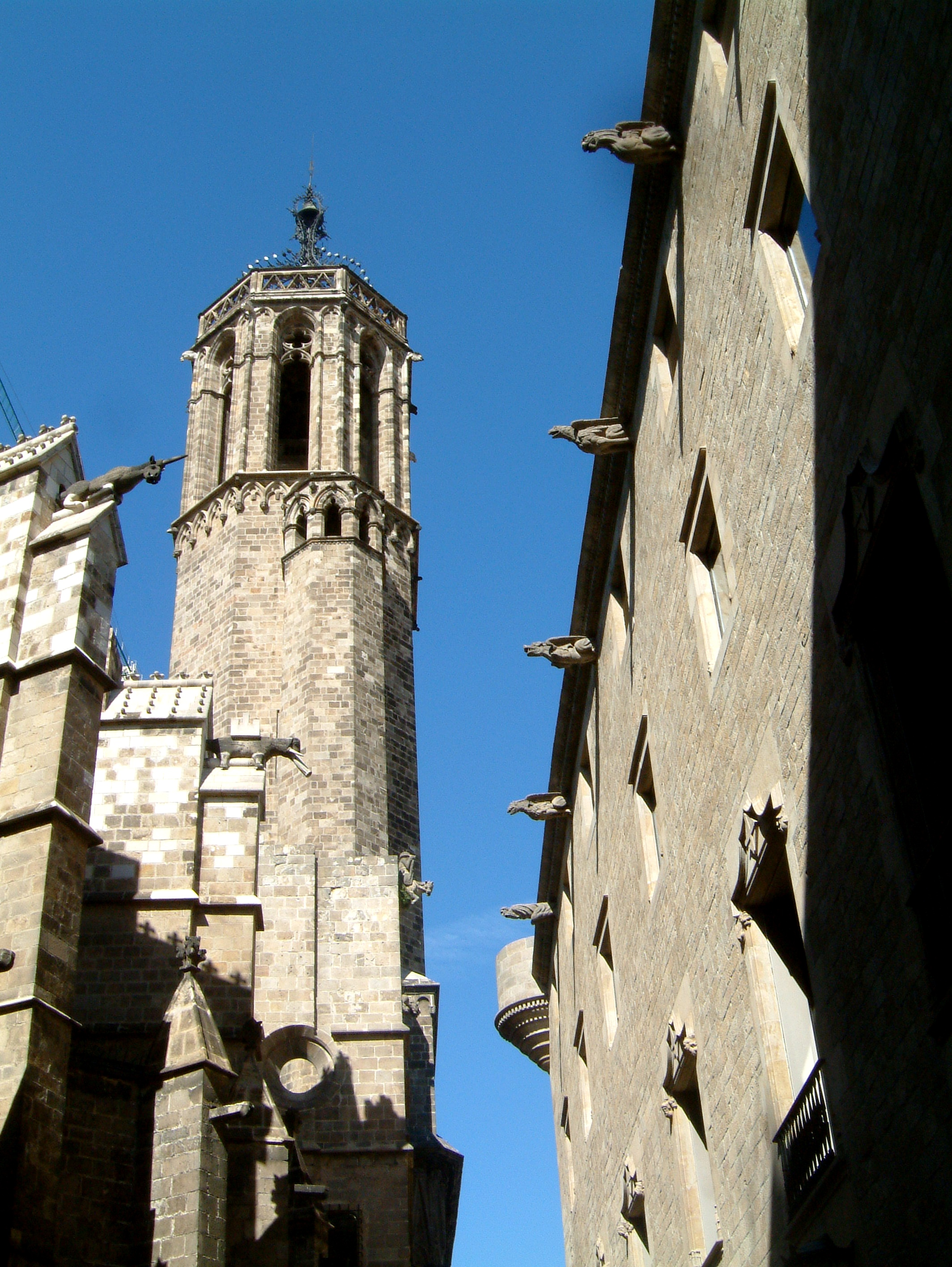
Tháp chuông với tháp nhỏ trên cửa Saint Ivo.